# Andrej Zubarev
Andrej Sergejevitj Zubarev (ryska: Андрей Сергеевич Зубарев), född 3 mars 1987 i Ufa, Ryska SFSR, Sovjetunionen, är en rysk ishockeyspelare som sedan maj 2012 spelar med Salavat Julajev Ufa i KHL.

## Spelarkarriär
Andrej Zubarevs karriär som hockeyspelare startade i hemstaden i klubben Salavat Julajev Ufa, med vilka han debuterade i den ryska Superligan säsongen 2003/2004. I NHL draften 2005 valdes försvararen i den sjätte rundan som totalt 187:e spelaren av Atlanta Thrashers. Zubarev stannade dock i Superligan och flyttade till Ak Bars Kazan. Med Kazan vann han 2006 ryska mästerskapen och 2008 IIHF Continental Cup. 
Inför säsongen 2008/2009 tecknade Zubarev kontrakt med Atlant Mytisjtji från det nybildade Kontinental Hockey League. I augusti 2010 tecknade Zubarev avtal med Atlanta Thrashers som ledde till spel med Chicago Wolves i AHL och endast fem matcher.Efter en säsong i Atlanta beslutade Zubarev att återvända till Ryssland och till hans förra klubb Atlant Mytisjtji.
I maj 2012 flyttade Zubarev åter för spel i Salavat Yulaev Ufa.

## Internationellt
För Ryssland spelade Zubarev i U18-VM 2005, samt i JVM 2006 och 2007.
Han var med och tog OS-guld 2018.